# Svartálfar
Na mitologia nórdica, os svartálfar ("elfos negros") ou dökkálfar ("elfos escuros") são seres sobre-humanos (vættir ou wights, em nórdico arcaico), que eram conhecidos como residentes do mundo subterrâneo de Svartalfheim. Assim como os trolls, são relacionados frequentemente com os anões e sua moradia também pode se confundir com Nidavellir, no subsolo de Midgard, quase tão distante quanto Helheim.

## Anões como os Elfos Escuros
De acordo com Kevin Crossley-Holland: "Não existe nenhuma distinção válida que pode ser extraída entre os anões e os elfos escuros; parecem ter sido permutáveis."  É necessário notar que a confusão entre entidades mitológicas sem relacionamento se levanta, freqüentemente, com a passagem do tempo, como pode ser encontrado nas histórias dos trolls (seres parecidos com ogros que também são confundidos com os anões). 
Os svartálfar adquiriram seu nome porque foram vistos como as contrapartes negras do elfo comum - que vivem em Alfheim. Snorri Sturluson, autor de, entre outras coisas, do Younger Edda, às vezes relaciona estes últimos elfos como Ljósalfar ("elfos luminosos"). 
O termo elfo negro/escuro pode ser uma sugestão em relação ao seu lugar de residência, muito mais do que de sua natureza presumida, embora fossem descritos como mesquinhos e incômodos para seres humanos, na comparação aos angelicais elfos luminosos. Além da semelhança de suas vidas subterrâneas, svartálfar teve muitos outros traços que também são atribuídos a eles assim como aos anões. Entre estes, incluem seu crescimento a partir das larvas da carne de Imer, tornar-se pedra quando expostos à luz do dia, e serem parecidos com os seres humanos, porém feios e deformados.

## Influências posteriores

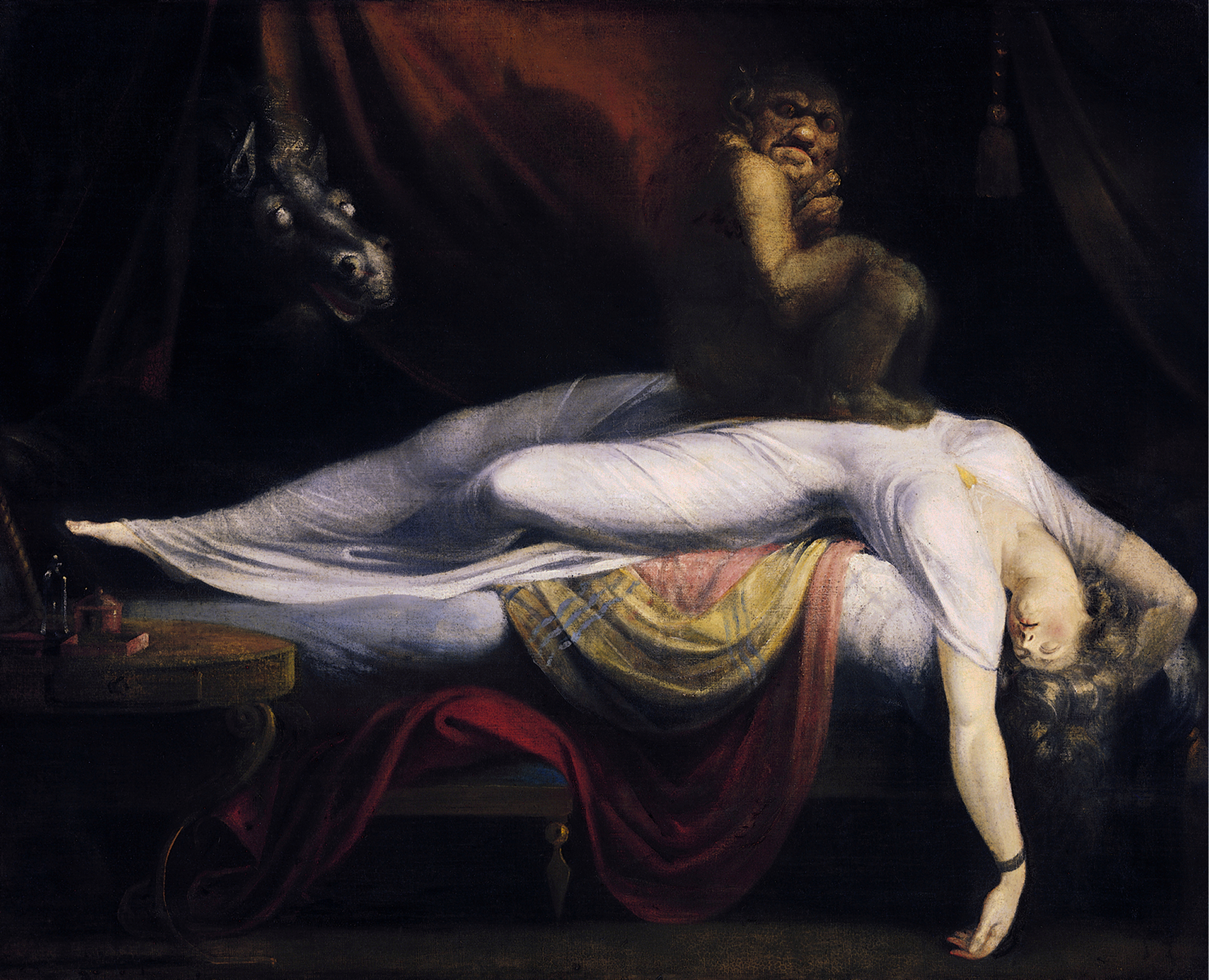
O Pesadelo, pelo artista suiço-inglês Henry Fuseli (1781), foi provavelmente influenciada pela ideia germânica do malvado Alb (elfo) sentado sobre o tórax do dorminhoco durante a paralisia do sono.

Como muitos elfos mitológicos, não obstante a moralidade (muito mais perto das variantes medonhas, neste caso), os elfos escuros são, freqüentemente, apontados como responsáveis pelas muitas maldades que ocorrem à humanidade. Em particular, sonhos ruins eram ditos como provenientes do domínio dos dökkálfar, como indicado pela palavra alemã para pesadelo, Albtraum (sonho de elfo). As lendas contam que os elfos escuros se sentam em cima do tórax dos seres humanos e/ou sussurram os sonhos ruins nas orelhas do dorminhoco. Na Escandinávia, a criatura responsável pelos pesadelos é conheciada como Mara. 
Uma horda de svartálfar aparece no conto The Weirdstone of Brisingamen, de Alan Garner, onde eles são contrastados com os Ljósalfar (elfos luminosos). Nesta história, eles se dissolvem sob o contato com armas do ferro.

## O Dualismo entre o Claro e o Escuro
A palavra álf (pl. álfar) se deriva da mesma raiz indo-europeia da palavra, em latim, albus(branco) e, em hebreu, El(deus, luz). O significado original da palavra é significativo em relação ao caráter dos álfar na mitologia nórdica, que reteve seu status divino, derivado de sua origem da luz. Os elfos luminosos são relacionados, freqüentemente, ou até mesmo comparados aos Vanir (deuses da fertilidade). Os elfos podem ser encontrados em associação com as divindades durante todo o Eddas. 
Os álfar são divididos, como os seres de muitas mitologias, entre a luz e a escuridão, que são relacionados, freqüentemente, ao dualistico princípio do bem contra o mal.  A partir deste paralelo, é possível derivar os dois tipos de álf: Elfos Luminosos (ou Elevados) e Elfos Escuros (ou Negros) (dualismo comparável às Cortes Seelie e Unseelie do Sidhe, na mitologia céltica, aos anjos e demônios do cristianismo, e aos Devas e Asuras do Hinduísmo). É interessante notar que os Elfos Escuros, independente de serem claros ou de tonalidade escura, são caracterizados, às vezes, como diabólicos; às vezes, são caluniados; ao mesmo tempo, alguns ajudam os Elfos Luminosos e os Æsir no Ragnarök. 
Além disso, deve-se notar que o dualismo da Luz/Escuridão se correlaciona ao confronto entre o bem e o mal. Os Elfos Luminosos pertencem, normalmente, ao lado "bonzinho" da história, do mesmo modo que os Elfos Escuros (e mesmo os anões) formam a trupe de "bandidos". Esta visão simplista, entretanto, não é corroborada pelo Eddas, que  apresenta os elfos (luminosos e escuros), anões, Aesir, Vanir e Jotuns como capazes de realizar tanto o bem quanto o mal. Os únicos seres verdadeiramente malignos na mitologia nórdica (se este termo pode ser aplicado a alguma força elemental da natureza), são os gigantes de fogo (demons), que serão responsáveis pela destruição do mundo imperfeito e antigo durante o Ragnarök, e do nascimento do novo mundo, preconizado como muito melhor, no espaço restante (uma última função benéfica).